# Мераз, Алекс
Алехандро «Алекс» Мераз (род. 10 января 1985) — американский танцор, актёр и мастер боевых искусств. Наиболее известен по роли оборотня Пола Лейхота в фильме «Сумерки. Сага. Новолуние» и его продолжениях.

## Биография
Алекс Мераз родился в Месе, Аризона, его предками является индейский народ Пурепеча. Он учился в Новой школе искусств. Помимо брейк-данса, которым он начал заниматься в начале 2000-х годов, Алекс исполнял и контемпорари. Также он изучал смешанные боевые искусства и  выиграл множество турниров по карате и капоэйре.
В 2005 году Мераз дебютировал как актёр в фильме «Новый Свет», сыграв роль одного из воинов вождя Поухатана. После этого он участвовал в кастинге фильма «Апокалипсис», но так и не получил роль в нём. Прорывом в его карьере стала роль оборотня Пола Лейхота в фильмах «Сумерки. Сага. Новолуние», «Сумерки. Сага. Затмение», «Сумерки. Сага: Рассвет — Часть 1» и «Сумерки. Сага: Рассвет — Часть 2». Также он снимался в эпизодах таких телесериалов, как «C.S.I.: Место преступления Нью-Йорк», «Болота», «Царство животных» и других. В 2016 году Мераз сыграл бойца спецназа в боевике «Отряд самоубийц», а в 2017 году — Серафина в фильме «Яркость».
31 декабря 2007 года Мераз женился на Ким Мераз, имеющей вьетнамское происхождение. У пары родился сын по имени Сомак, крёстным отцом которого стал актёр Рауль Трухильо. В переводе с языка кечуа имя Сомак означает «красивый». В июне 2012 года у Алекса и Ким родился второй сын — Талус Александер Мераз.

## Фильмография
| Год  |     | Русское название                    | Оригинальное название                     | Роль                    |
| ---- | --- | ----------------------------------- | ----------------------------------------- | ----------------------- |
| 2005 | ф   | Новый Свет                          | The New World                             | воин                    |
| 2007 | с   | —                                   | Dancing with Spirit                       | танцор                  |
| 2007 | кор | —                                   | Two Spirits, One Journey                  | Люк                     |
| 2009 | с   | Американское приключение            | American Experience                       | воин                    |
| 2009 | ф   | Сумерки. Сага. Новолуние            | The Twilight Saga: New Moon               | Пол Лейхот              |
| 2009 | с   | —                                   | Freedom Riders                            | воин                    |
| 2010 | ф   | Сумерки. Сага. Затмение             | The Twilight Saga: New Moon               | Пол Лейхот              |
| 2011 | ф   | Соседка по комнате                  | The Roommate                              | член братства           |
| 2011 | в   | Никогда не сдавайся 2               | Never Back Down 2: The Beatdown           | Зак Гомес               |
| 2011 | с   | C.S.I.: Место преступления Нью-Йорк | CSI: NY                                   | Оделин Гонсалес-младший |
| 2011 | ф   | Сумерки. Сага: Рассвет — Часть 1    | The Twilight Saga: Breaking Dawn — Part 1 | Пол Лейхот              |
| 2012 | ф   | Игры преисподней                    | Mine Games                                | Ти Джей                 |
| 2012 | ф   | 186 долларов за свободу             | 186 Dollars to Freedom                    | Никарагуа               |
| 2012 | ф   | Сумерки. Сага: Рассвет — Часть 2    | The Twilight Saga: Breaking Dawn — Part 2 | Пол Лейхот              |
| 2012 | кор | —                                   | The Reward                                | н/д                     |
| 2013 | с   | Болота                              | The Glades                                | Мозес Клируотер         |
| 2013 | тф  | Сильный гром                        | Big Thunder                               | Хоса                    |
| 2014 | с   | Свободные леди                      | Single Ladies                             | Сергио                  |
| 2014 | с   | Новые миры                          | New Worlds                                | Маска                   |
| 2014 | ф   | Рыдай сейчас                        | Cry Now                                   | Эрик                    |
| 2015 | ф   | Костяной томагавк                   | Bone Tomahawk                             | Череп Орла              |
| 2016 | ф   | Бык из Бронкса                      | The Bronx Bull                            | Пако                    |
| 2016 | ф   | Отряд самоубийц                     | Suicide Squad                             | Гомес                   |
| 2017 | с   | Царство животных                    | Animal Kingdom                            | Хавьер «Хави» Кано      |
| 2017 | ф   | Яркость                             | Bright                                    | Серафин                 |
| 2017 | тф  | —                                   | Scalped                                   | Дэш Плохой Конь         |
| 2020 | ф   | —                                   | Bad Dad                                   | Алекс                   |